# Organització Internacional d'empleadors
L'Organització Internacional d'empleadors, oficialment i en anglès International Organization of Employers és una organització creada el 1920 que representa els interessos de les empreses en la política laboral i social. Té la seu a Ginebra, Suïssa. L'abril de 2013 comptava amb 150 organitzacions membres nacionals d'empreses en 143 països diferents. Està implicada en les activitats de l'Organització Internacional del Treball, que actua com a Secretaria del Grup dels Ocupadors, així com en la representació dels negocis en els fòrums internacionals, inclòs el procés el G-20, sobre el treball i la política social. Es descriu a si mateixa com "la major xarxa del sector privat del món".